# Convention européenne du paysage
La Convention européenne du paysage du Conseil de l'Europe, adoptée le 20 octobre 2000, à Florence par 29 États-membres est un traité du Conseil de l’Europe, issu d'une initiative du Congrès des pouvoirs locaux et régionaux de l'Europe, visant à mieux prendre en compte et protéger les paysages. 

## Histoire
Certaines constitutions contenaient déjà des éléments favorables à la protection de certains paysages et à échelle internationale la Convention de l'Unesco de 1972 sur le patrimoine mondial consacrait les paysages exceptionnels comme élément essentiel du patrimoine mondial de l'Unesco.
Le travail sur la Convention a été initié en 1994 par le Congrès des pouvoirs locaux et régionaux du Conseil de l'Europe. Au sein du Congrès, le projet de Convention a été élaboré par un Groupe de travail présidé par différents membres du Congrès (Cristiana Storelli, Pierre Hitier, François Paour) et coordonné par Riccardo Priore, fonctionnaire du Conseil de l'Europe. Le groupe comprenait les experts suivants : Régis Ambroise, Michael Dower, Bengt Johansson, Yves Luginbuhl, Michel Prieur and Florencio Zoido-Naranjo. Le projet de Convention a été discuté par les représentants ministériels concernés, des organisations internationales et non gouvernementales au cours d'une conférence de consultation organisée par le Congrès à Florence du 2 au 4 avril 1998, après quoi le projet final a été préparé puis validé.
La Convention européenne du paysage du Conseil de l'Europe inclut aussi les paysages ordinaires.  Elle est, à une échelle européenne, un document de référence s'agissant de la protection, la gestion, et l'aménagement de tous les paysages européens ainsi que l’organisation d’une coopération européenne dans ce domaine.  

Elle définit le paysage comme « une partie de territoire telle que perçue par les populations, dont le caractère résulte de l'action de facteurs naturels et/ou humains et de leurs interrelations ». Elle encourage la mise en place ou la mise à jour des atlas de paysages.
Une ONG internationale (CIVILSCAPE) s'est créée, uniquement vouée à la promotion de la Convention Européenne du Paysage. Basée à Bonn, elle rassemble cent-trente-deux organisations de la société civile de trente-deux pays.

## Contenu de la convention

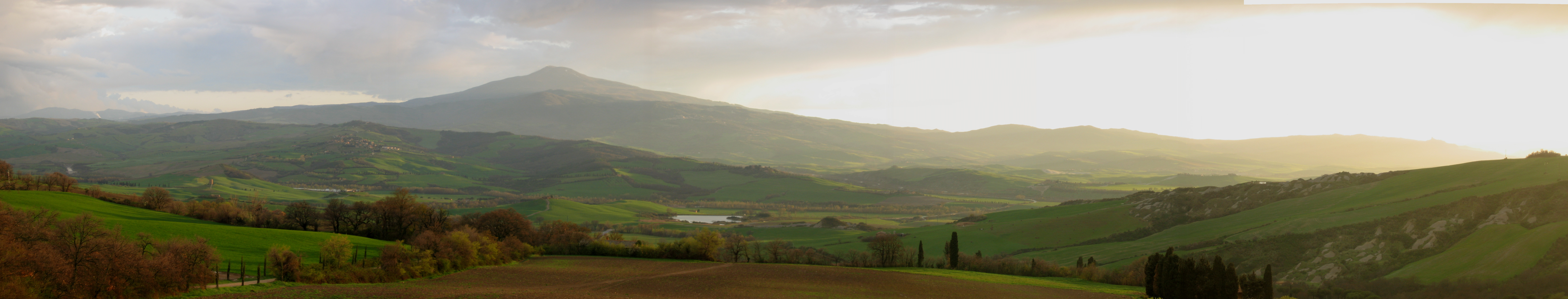
La convention invite chaque État-membre à considérer ses paysages comme un patrimoine commun pour les européens (ici Val d'Orcia)

Il aborde la définition de ce que l'on entend par "paysage" et contribue à en clarifier la terminologie. 
En premier lieu, la convention aborde la question du paysage en privilégiant son utilité sociale. La qualité du cadre de vie des Européens est au cœur de la Convention puisque le paysage est partout un élément important de cette qualité : dans les milieux urbains et dans les campagnes, dans les territoires dégradés comme dans ceux de grande qualité, dans les espaces remarquables comme dans ceux du quotidien, il constitue un élément essentiel du bien-être individuel et collectif.
La Convention européenne du paysage invite aussi à organiser des concertations entre les collectivités publiques : Europe, État, Régions, Départements, intercommunalités et communes, qui toutes interviennent sur un même territoire, sur un même paysage.
Elle encourage l'intégration du paysage dans les politiques d’aménagement du territoire, d’urbanisme et dans les politiques culturelle, environnementale, agricole, sociale et économique, ainsi que dans les autres politiques pouvant avoir un effet direct ou indirect sur le paysage.

## Prix du paysage
Il est mis en place par ailleurs par le Conseil de l’Europe. Ce Prix du paysage est délivré à une collectivité locale ou régionale d’un pays partie à cette convention, ou à une organisation non gouvernementale s’il/elle a mis en œuvre une politique ou des mesures visant à la protection, la gestion, et/ou l’aménagement durable de leurs paysage, faisant la preuve d’une efficacité durable et pouvant ainsi servir d’exemple aux autres collectivités territoriales européennes.

## En France
La Convention est entrée en vigueur en France le 1er juillet 2006, donnant un nouvel élan aux politiques françaises du paysage.
De nombreuses régions ou collectivités ont par ailleurs produit des Atlas du paysage, souvent avec les DIREN devenues DREAL)
Sous réserve d'accord du Conseil d'État et de validation par le législateur, le projet de loi-cadre sur la biodiversité faisant suite au Grenelle de l'environnement, préparé depuis l'Automne 2013, qui devrait être étudié par le législateur mi 2014 contiendra un volet Paysage, avec une réforme des sites inscrits « pour renforcer l’efficience de la politique des sites » selon l'exposé des motifs du projet de Titre VI de la loi.

### Autres conventions patrimoniales du Conseil de l'Europe
- (fr) Convention culturelle européenne (Paris, 1954) ;
- (fr) Convention de Berne relative à la conservation de la vie sauvage et du milieu naturel de l'Europe (1979) ;
- (fr) Convention pour la sauvegarde du patrimoine architectural de l'Europe (1985) ;
- (fr) Convention européenne pour la protection du patrimoine archéologique (1969-1992)

### Source
- Convention européenne du paysage